# حمود الخضر
حمود عثمان الخضر (ولد 1989 بالكويت) هو مغني ومنتج موسيقى كويتي اشتهر بتقديمه لأغاني ذات طابع إيجابي. حظى حمود بشعبية عالمية في عام 2015 بعد صدور ألبومه «أصير أحسن» والذي احتوى أغنيته الأكثر شهرة «كن أنت».

## نشأته وتعليمه
ولد حمود في الكويت في 24 يناير 1989. انتقل حمود مع والديه في عامه الأول إلى المملكة المتحدة التي قضى فيها جزءاً من طفولته حيث كان والده يحضر لنيل الدكتوراه في علم النفس. عاشت العائلة في إنجلترا لمدة خمس سنوات قبل العودة للكويت مرة أخرى إلى بلده الكويت حيث لا زال يقيم.
حصل حمود على بكالوريوس في تخصص الإعلام من كلية الآداب بجامعة الكويت. وحصل على العديد من الدورات التدريبية في مجال الموسيقى مع كلية بيركلي للموسيقى. كما تلقى تدريبًا على الغناء في تورونتو بكندا على يد مدربة الصوت إيلين أوفرهولت.

## التاريخ المهني

### البداية الفنية
بدأ حمود مسيرته الفنية في سن العاشرة حين ضمّه خاله الذي كان منشداً آنذاك إلى فرقته ليشارك معه في كورال حفلاته وتسجيل أعماله الفنية في الاستوديو.
سعى بعدها إليه العديد من الفنانين المحليين للانضمام إليهم. وخلال هذه الفترة احتك الخضر بالعديد من الشعراء والملحنين والموزعين ومهندسي الصوت الأمر الذي ساعده في تكوين خبرة فنية كبيرة بالنسبة لسنّه. وكانت انطلاقته الرسمية عام 2002م في سن الثالثة عشر في سلسلة ألبومات «يا رجائي»، وتحديداً في نشيد «أمي فلسطين» التي أداها بطريقة الدويتو مع المنشد مشاري العرادة عن محنة الشعب الفلسطيني والتي حققت نجاحاً وانتشاراً واسعاً على مستوى الوطن العربي.
وعلى مدى السنوات العشر المقبلة، استمر حمود في تسجيل وتقديم عشرات الأغاني بينما كان لا يزال طالبًا التي نالت شهرة واسعة على مستوى الوطن العربي كأغنية «فكرة» التي عرضت كإعلان تلفزيوني لشركة زين للاتصالات، وأغنية البرنامج التلفزيوني «خواطر» الذي يقدمه الإعلامي المعروف أحمد الشقيري على قناة MBC. قرر حمود احتراف الموسيقى بعد حصوله على شهادته الجامعية.

### ألبوم فكرة
في عام 2014 أصدر حمود ألبومه «فكرة» والذي  كان عبارة عن تجميع لأكثر اغانيه العشرة شعبية بين 2009-2014.

### ألبومه الأول (اصير احسن)
في يناير 2015، تعاقد  حمود مع شركة الإنتاج البريطانية أويكننغ وأصدر ألبومه الأول “اصير احسن”الذي يتكون من عشر أغنيات تتناول رسائل إيجابية وتحفيزية. تصدر الألبوم المرتبة الأولى على آيتونز في دول الخليج بعد إصداره بفترة وجيزة، وحل المرتبة العاشرة عالمياً  في قائمة Billboard's World Albums ، وحصل على جائزة الأسطوانة الذهبية في ماليزيا وإندونيسيا.
حققت أغنية «كن أنت» من ألبوم أصير أحسن انتشارًا واسعًا لتصبح ثالث أكثر الأغاني العربية مشاهدة في عام 2015. حصدت الأغنية أكثر من 302 مليون مشاهدة على يوتيوب حتى الآن، يشمل ذلك الفيديو كليب وفيديو الكلمات. كما تصدرت الأغنية المرتبة الأولى بـ iTunes ماليزيا واندونيسيا. سجل حمود بعدها نسخة اندونيسية لنفس الأغنية بعنوان "Jadi Diri Sendiri".

### حفلات وجولات
أحيا الخضر عدة حفلات في كل دول الخليج وبعض الدول العربية كمصر والمغرب والأردن بالإضافة إلى مدن عالمية مثل سيدني وميلان ومدريد ولندن ولوس أنجلوس وفانكوفر وجاكرتا وستوكهولم وغيرها. كما شارك حمود في عدة جولات فنية خيرية في إيطاليا وإسبانيا وأستراليا ونيوزيلندا لدعم أعمال إنسانية.

### التلفزيون
قام حمود بتسجيل أغنية الشارة لبرنامج خواطر بموسميه الخامس والأخير، كما قام بالغناء في الحلقة الأخيرة  لبرنامج تلفزيون الواقع الماليزي Pelamin Fantasia. كما أن أغنيته «مرحب يا هلال» هي الأغنية الرمضانية الرسمية لقناة MBC بدايته في عام 2015م.

## الألبومات
- ألبوم فكرة (2013)

| #  | عنوان        |
| -- | ------------ |
| 1  | أحلى شعور    |
| 2  | فكرة         |
| 3  | يحلو الوصال  |
| 4  | الميزان      |
| 5  | أنا الإنسان  |
| 6  | ما في مستحيل |
| 7  | توازن الحياة |
| 8  | لا بد من حب  |
| 9  | حياتنا غير   |
| 10 | خواطر 5      |
| 11 | درب النجاح   |
| 12 | نقدر         |

يوجد نسخة بدون موسيقى من ألبوم فكرة
- ألبوم أصير أحسن (2015)

| #  | عنوان       |
| -- | ----------- |
| 1  | اضحك        |
| 2  | أصير أحسن   |
| 3  | لغات العالم |
| 4  | خله         |
| 5  | هأنذا       |
| 6  | عين         |
| 7  | كن انت      |
| 8  | لعله خير    |
| 9  | نفسها       |
| 10 | قصة العشاق  |

يوجد نسخة بدون موسيقى من ألبوم أصير أحسن

## البوم «ماذا بعد؟» 2020
في 20 فبراير 2020 قام حمود باطلاق البومه الثالث ماذا بعد؟ من إنتاج اويكننج ميوزك
| # | اسم الاغنية      | كلمات             | الحان      | توزيع        | انتاج موسيقي | اخراج         | مدة  | تاريخ الاصدار  |
| - | ---------------- | ----------------- | ---------- | ------------ | ------------ | ------------- | ---- | -------------- |
| 1 | دندن معي         | سيف فاضل          | سيف فاضل   | ماهر زين     | مازن مراد    | حسن كيوجو     | 4:15 | 20 فبراير 2020 |
| 2 | اهلا اخي         | عبد الرحمن العوضي | حمود الخضر | مصطفى جيجلي  | مصطفى جيجلي  | حسن كيوجو     | 3:43 | 15 مارس 2020   |
| 3 | سلامي            | سيف فاضل          | سيف فاضل   | حمزة نمرة    | حمود الخضر   | حمزة جمجوم    | 4:05 | 8 مايو 2020    |
| 4 | دندن معي (ريمكس) | سيف فاضل          | سيف فاضل   | حمود الخضر   | حمود الخضر   | Prismic Media | 3:24 | 18 يوليو 2020  |
| 5 | مستنيك           | احمد السري        | حمود الخضر | حامد برادران | امري كرال    |               | 4:11 | 6 اغسطس 2020   |
| 6 | مثل كل يوم       | سيف فاضل          | سيف فاضل   | بدر كرم      | حمزة نمرة    |               | 3:32 | 11 نوفمبر 2020 |
| 7 | حاول مرة اخرى    | سيف فاضل          | سيف فاضل   | مصطفى جيجيلي | حمود الخضر   | حسن كيوجو     | 3:27 | 7 يناير 2020   |

## الأغانى المصورة (الفيديو كليب)
- يحلو الوصال
- كن أنت
- هأنذا
- لغات العالم
- كن فضوليا
- دندن معي
- أهلاً أخي
- سلامي
- حاول مرة أخرى

## وصلات خارجية
- حمود الخضر على موقع ديسكوغز (الإنجليزية)